# ليني هاربر
ليني هاربر (بالإنجليزية: Leni Harper)‏ هي ممثلة بريطانية، ولدت في 19 مارس 1954 في غلاسكو في المملكة المتحدة.

## وصلات خارجية
- ليني هاربر على موقع IMDb (الإنجليزية)
- ليني هاربر على موقع قاعدة بيانات الفيلم (الإنجليزية)